# الشيحاني
شيحاني تكتب أيضا شيهاني هي بلدية تابعة دائرة الذرعان بولاية الطارف الجزائرية.

## التسمية
تعود هذه التسمية نسبة للشهيد شيحاني بشير، والذي ينحدر من ولاية قسنطينة مسقط رأسه واستشهد في الجرف بولاية تبسة، وإبّان الاستعمار الفرنسي كانت تسمى بارال.

## الموقع
تقع هذه البلدية على حدود ثلاث ولايات وتحتل موقع استراتيجي فهي تبعد حوالي 60 كلم عن الطارف، وحوالي 30 كلم عن عنابة وحوالي 50 كلم عن ڨالمة، بحيث يتسنى لسكانها زيارة هذه الولايات الثلاثة خاصة الفلاحين لبيع سلعهم ومنتوجاتهم أو لاقتناء ما يحتاجونه. و يمر بها وادي سيبوس والذي يعتبر من أهم أودية الجزائر.
كان يمر بها الطريق الوطني رقم 16، ولكن حُول خطه الرابط بين شيحاني والذرعان ليمر ببلدية عين بن بيضاء التابعة لولاية ڨالمة.

## المعالم
- الجسر المعلق والذي يعرف محليا باسم ( ڨنطرة لحبال ) والذي يمر فوق وادي سيبوس من أهم معالم المدينة، وهو نسخة عن جسر قسنطينة ويقال انه شُيد من طرف نفس الشخص والذي أُعدم فيما بعد.[بحاجة لمصدر]
- كنيسة من إبان الاستعمار بمحاذاة مقر البلدية.
- يُنبوع طبيعي للمياه الحارة يسمى حمام بوريم مياهه يُعتقد أنها تشفي من بعض الأمراض الجلدية .
- وبها أيضا ما يعرف محليا باسم (فيرمة) لازلت تمد ثمارها، وتنتج مختلف أنواع الشجيرات وتعرف باسم فيرمة ال DRS، والتي تم إنشاؤها من طرف الفرنسيين.

## المرافق
- مدرسة الخروب : درس فيها الرئيس الراحل الشاذلي بن جديد.